# Instruction en procédure pénale française
Pour les articles homonymes, voir Instruction.

En droit français, l'instruction, ou l'information judiciaire, est la procédure durant laquelle un magistrat instructeur rassemble des preuves sur la commission d'une infraction et en détermine les auteurs. Il peut décider soit du renvoi devant la juridiction de jugement adéquate, soit de prononcer un non-lieu. L'objectif de l'instruction est de manifester la vérité.
L'instruction est obligatoire en matière criminelle et facultative en matière de délit et de contravention.
L'instruction s'axe autour de deux degré de juridiction. Le premier degré est le juge d'instruction et le second degré est la chambre de l'instruction. Toutefois, en premier degré, le juge des libertés et de la détention peut également être saisi, notamment en matière de détention provisoire.
La chambre de l'instruction statue sur les appels formés contre les ordonnances des juges d'instruction et du juge des libertés et de la détention.

## Commencement de l'information judiciaire
L'information judiciaire ne peut être menée que par le juge d'instruction. La loi prévoit que le juge d'instruction ne peut informer qu'en vertu d'un réquisitoire introductif du procureur de la République.
Néanmoins, dans des cas exceptionnels, lorsqu'un individu s'estime lésé et que sa plainte a été classée sans suite par le parquet, il peut décider de se constituer partie civile devant le juge d'instruction. Une fois la constitution effectuée, le juge d'instruction la communique au procureur de la République, qui peut s'opposer à la constitution ou procéder à son réquisitoire introductif.
La saisine du juge d'instruction obéit au principe de l'impossibilité d'auto-saisine des juridictions.

## Le déroulement de l'information judiciaire

### Pouvoirs d'enquête
L'article 81 du Code de procédure pénale dispose que le juge d'instruction peut prendre tous les actes d'information qu'il juge utiles à la manifestation de la vérité. Le juge d'instruction est l'enquêteur qui dispose du plus de pouvoirs selon la loi : il peut procéder à l'audition de toute personne, faire comparaître les témoins par la force publique (généralement : police nationale et gendarmerie), décerner des mandats, entendre les parties civiles et les mis en examen, désigner des experts, procéder à des perquisitions et des saisies, ordonner des écoutes téléphoniques, des sonorisations, des géolocalisations, des reconstitutions… 
Toutefois, en pratique, faute de temps, la majorité de ces actes est confiée par le juge d'instruction aux officiers de police judiciaire, par le mécanisme de la commission rogatoire qui est une délégation de pouvoirs. Le mécanisme de la commission rogatoire n'est cependant pas une obligation pour le juge d'instruction qui peut réaliser personnellement tous les actes d'enquête, à part le placement en garde à vue qui est une prérogative propre des officiers de police judiciaire.
En revanche le magistrat instructeur est seul à pouvoir désigner des experts par le biais d'ordonnances de commission d'expert, ce pouvoir ne pouvant faire l'objet d'une délégation de compétence. De même, la partie civile et le mis en examen ne peuvent être entendus que par le juge d'instruction sauf rares exceptions (notamment si la partie civile accepte d'être entendue sur commission rogatoire).
L'essentiel du travail du juge d'instruction consiste à : 
- Diriger l'enquête (en rencontrant les enquêteurs, en lançant des commissions rogatoires, des expertises…) en veillant à ce que celle-ci soit effectuée à charge et à décharge. La stratégie d'enquête appartient donc au juge d'instruction qui décide du moment opportun pour les interpellations, perquisitions… Le juge d'instruction peut ainsi se rendre sur place pour contrôler la bonne exécution des commissions rogatoires qu'il délivre ;

- Interroger les mis en examen, auditionner les parties civiles et témoins, organiser des confrontations. Dans ce cas, il prépare les interrogatoires et auditions, en lisant au préalable le dossier d'enquête, les éléments qu'il a réunis, pour ainsi réfléchir aux questions à poser, afin de provoquer les explications des personnes sur ces éléments ;

- il est possible pour le juge d'instruction de procéder lui-même à des perquisitions, des saisies particulièrement dans le cadre d'affaires particulièrement sensibles. Dans ce cas, il peut se faire assister des officiers de police judiciaire ;

- le juge d'instruction organise également les reconstitutions.

## Les pouvoirs du juge d'instruction
Voir Rôle du juge d'instruction dans la procédure pénale française

## Clôture de l'instruction
Le juge d'instruction, dès lors que l'instruction lui parait terminée va en premier lieu informer les parties (ministère public, défense et potentiellement partie civile) de son intention de clôturer l'information judiciaire.
Une fois cela fait, les parties vont disposer d'un délai afin de procéder à leurs dernières demandes d'acte d'enquête auprès du juge d'instruction et à leurs dernières observations écrites. Il appartient ensuite au juge d'instruction de rendre une décision de règlement (non-lieu, renvoi ou mise en accusation).
Les parties disposent de la faculté d'interjeter appel de l'ordonnance de règlement devant la chambre de l'instruction.